# Portão Sakurada

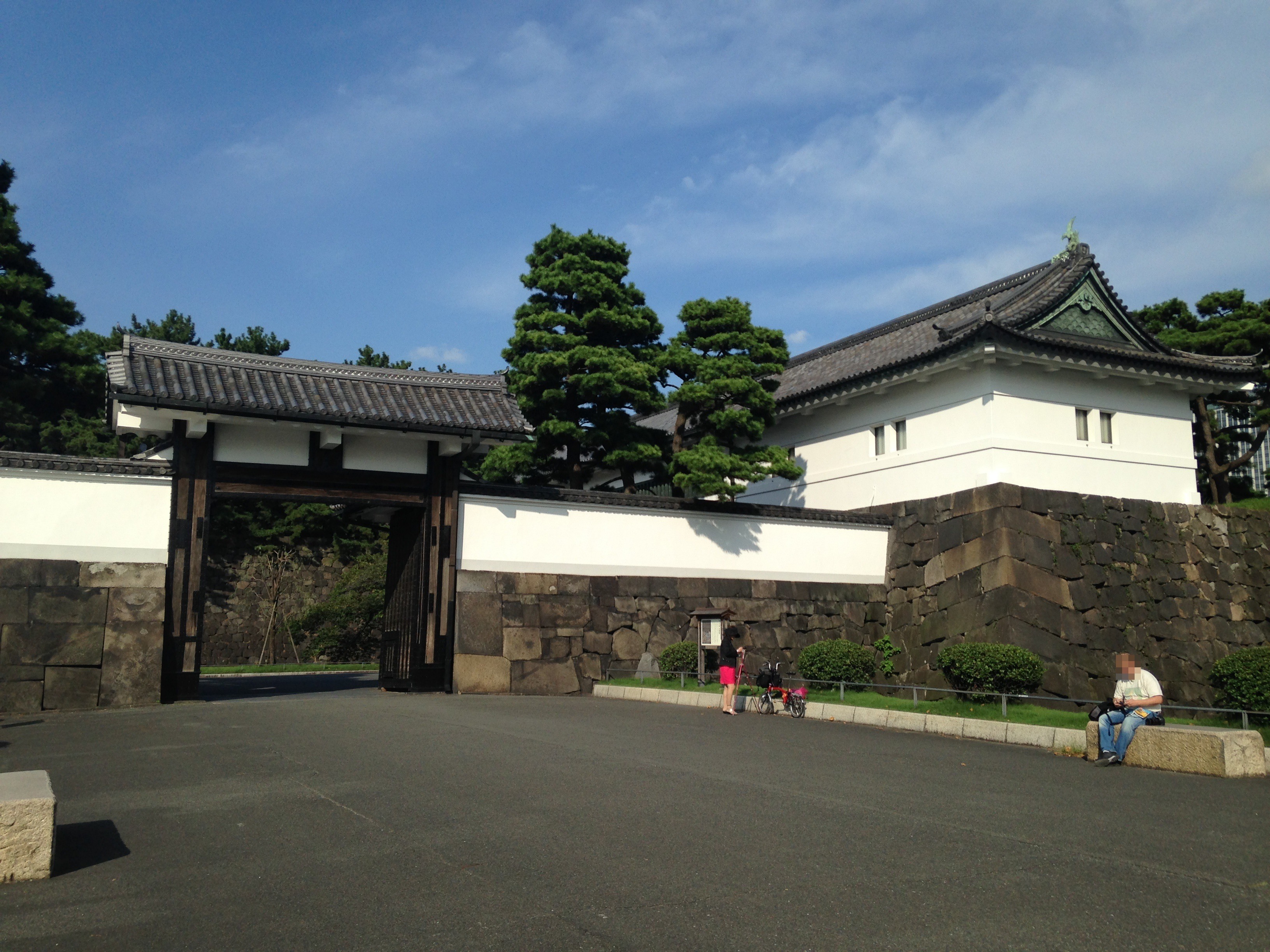
O portão em 2015

O Portão Sakurada (桜田門, sakurada-mon) é um portão no fosso interno do Palácio Imperial de Tóquio, em Tóquio, Japão.
Foi o local do Incidente Sakuradamon em 1860, no qual Tairō Ii Naosuke foi assassinado do lado de fora do portão por samurais do Domínio de Mito e do Domínio de Satsuma.
Em 1932, foi o local de outra outra tentativa de assassinato, quando o ativista da independência coreana Lee Bong-chang tentou matar o imperador Hirohito enquanto sua procissão passava pelo portão.
Em frente ao portão Sakurada fica a sede do Departamento de Polícia Metropolitana de Tóquio, que compartilha "Portão Sakurada" como metonímia (semelhante à Scotland Yard de Londres).

## Acesso
- Estação Sakuradamon (Linha Yūrakuchō)
- Estação Kasumigaseki (linhas Marunouchi, Hibiya e Chiyoda)